# Kunie Kitamoto
Kunie Kitamoto (北本 久仁衛?, Kitamoto Kunie; Nara, 18 settembre 1981) è un allenatore di calcio ed ex calciatore giapponese, di ruolo difensore.

## Carriera
Ha militato per buona parte della carriera nel Vissel Kobe, ad esclusione di una esperienza nel 2019 in Thailandia tra le file del Simork.